# Gluhi Do
Gluhi Do (cyr. Глухи До) – wieś w Czarnogórze, w gminie Bar. W 2011 roku liczyła 113 mieszkańców.